# مطار ورقلة - عين البيضاء
مطار عين البيضاء (بالإنجليزية: Ain el Beida Airport)‏ هو مطار يقع في ورقلة، الجزائر.
تم افتتاح مطار ورقلة - عين البيضاء للحركة الجوية عام 1982 وتم تصنيفه على أنه وطني ذو وضع مختلط (استعمال مدني وعسكري). ارتفاعه عن سطح البحر 152 م.

## الموقع
يقع على بعد 15 كم من عاصمة ولاية البترول، حيث تتركز المكاتب الإدارية العامة والمؤسسات الاقتصادية، وتمتد إلى أقصى الجنوب والجنوب الشرقي من البلاد.

## تهيئة
تغطي المحطة الجوية للمطار بمنشآتها المدنية مساحة 11 هكتار، خضعت في عام 2003، للعديد من أعمال التطوير الداخلية والخارجية، بما في ذلك تجديد الإضاءة، وفتح الأنشطة التجارية وكذلك توفير معدات جديدة، مثل نظام العرض عن بعد، وخدمة المعلومات ونظام الصوت.
خلال نفس العام، تم إنشاء قاعة وصول وصالة شرف وإنشاء شبكة المياه ومكافحة الحرائق. تركزت الأشغال أيضًا على تطوير قاعة المغادرة وتوسيع موقف السيارات والمساحات المجهزة لاستيعاب مشغلين جدد.

## البنية التحتية
تحتوي البنية التحتية على محطة للركاب تبلغ مساحتها 2200 متر مربع، ومدرجان طولهما 3000 متر × 45 مترًا، وموقف سيارات للطائرات مع خمس محطات، وموقفين للسيارات تبلغ مساحتها 4405 متر مربع.